# Fontaine des Trois Grâces (Bordeaux)
Pour les articles homonymes, voir Fontaine des Trois Grâces.
La fontaine des Trois Grâces est une fontaine monumentale située au centre de la place de la Bourse à Bordeaux depuis 1869.

## Description
La statue en bronze représente les trois Grâces (Charites dans la mythologie grecque) : Aglaé, Euphrosyne et Thalie. Ces filles de Zeus et d'Eurynomé, évoquent la beauté (Aglaé), la joie (Euphrosyne) et l'abondance (Thalie). Ce thème était très courant dans les villes en période de prospérité, et on trouve des fontaines des Trois Grâces à Montpellier, Nice, Langrune-sur-mer, Guéret, Vezzani...   
Le piédestal est en marbre du Jura, la vasque en fonte de fer.   
Selon certains, pour les visages des trois statues, le sculpteur se serait inspiré de trois souveraines de l’époque : l’impératrice Eugénie, la reine Isabelle d'Espagne et la reine Victoria d’Angleterre.

## Histoire
À l'origine, au centre de la place de la Bourse se tenait une grande statue équestre du roi Louis XV. Pendant la Révolution, celle-ci est démantelée, fondue en 1792 et remplacée provisoirement par un arbre de la liberté. En 1828, c'est une modeste fontaine, en forme de colonne de marbre rose surmontée d'un chapiteau blanc et d'un globe, qui s'élève sur la place. 
Dans les années 1850, la ville s'engage dans de nombreux projets de fontaines. Le 28 mai 1852, le gouvernement autorise la ville à emprunter 4 800 000 francs. L'architecte Louis Visconti avait proposé trois projets mais meurt en 1853. Son fils, Léon, offre les projets à la ville qui accepte celui de la fontaine des Trois Grâces. Le maire Guillaume Brochon charge alors le sculpteur Charles Gumery de la réaliser suivant le modèle de l’architecte. Le sculpteur prend quelques libertés puisqu’il fait tomber les voiles des figures. Il réalise aussi la colonne et la vasque. Les enfants sur les dauphins ainsi que la bordure du grand bassin et les moulures du piédestal sont l’œuvre du sculpteur Amédée Jouandot. La statue de bronze est coulée par la fonderie Thiébaut Frères. 
En mai 1869 la fontaine est inaugurée. Le curé de la paroisse Saint-Pierre, appelé pour venir bénir la sculpture, sera surpris par la nudité des modèles. Il aura cette formule restée célèbre : « j'aurai préféré bénir des statues de Saints que des seins de statues ». 
Depuis 2009, chaque mois d'octobre, une campagne de sensibilisation au dépistage du cancer du sein utilise comme vecteur les Trois Grâces de la place de la Bourse, enrubannées de rose et baignant dans une eau rosée.

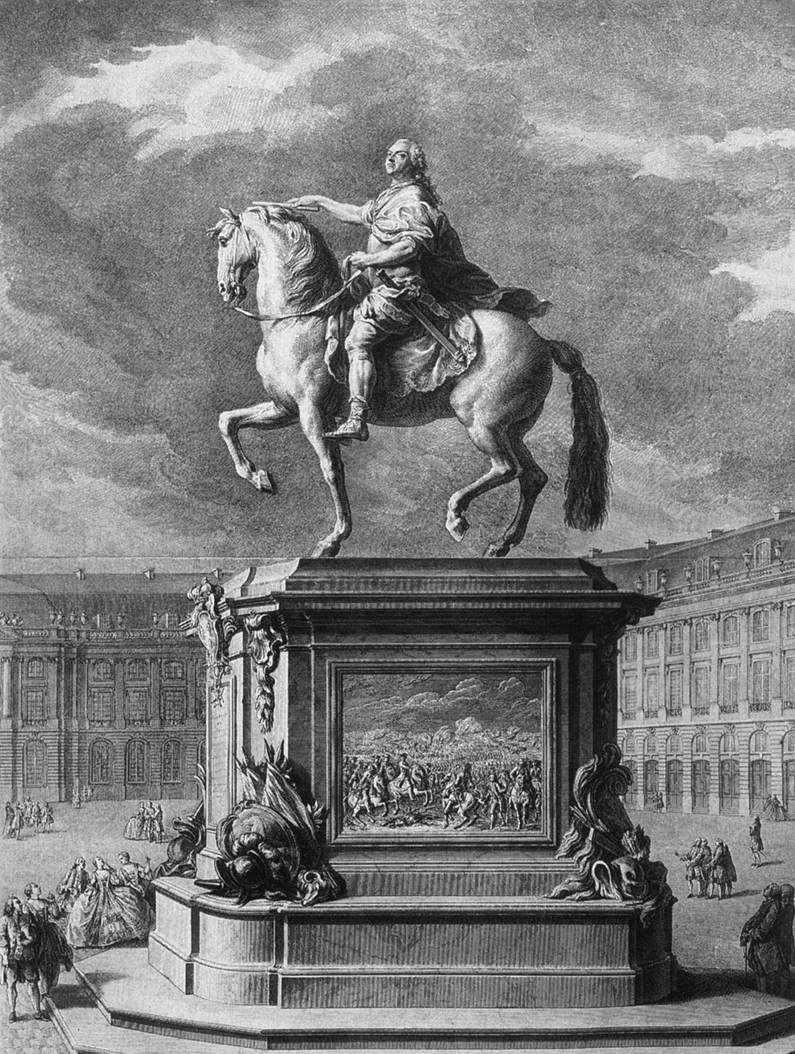
Statue équestre de Louis XV qui se tenait à l'origine place Royale.
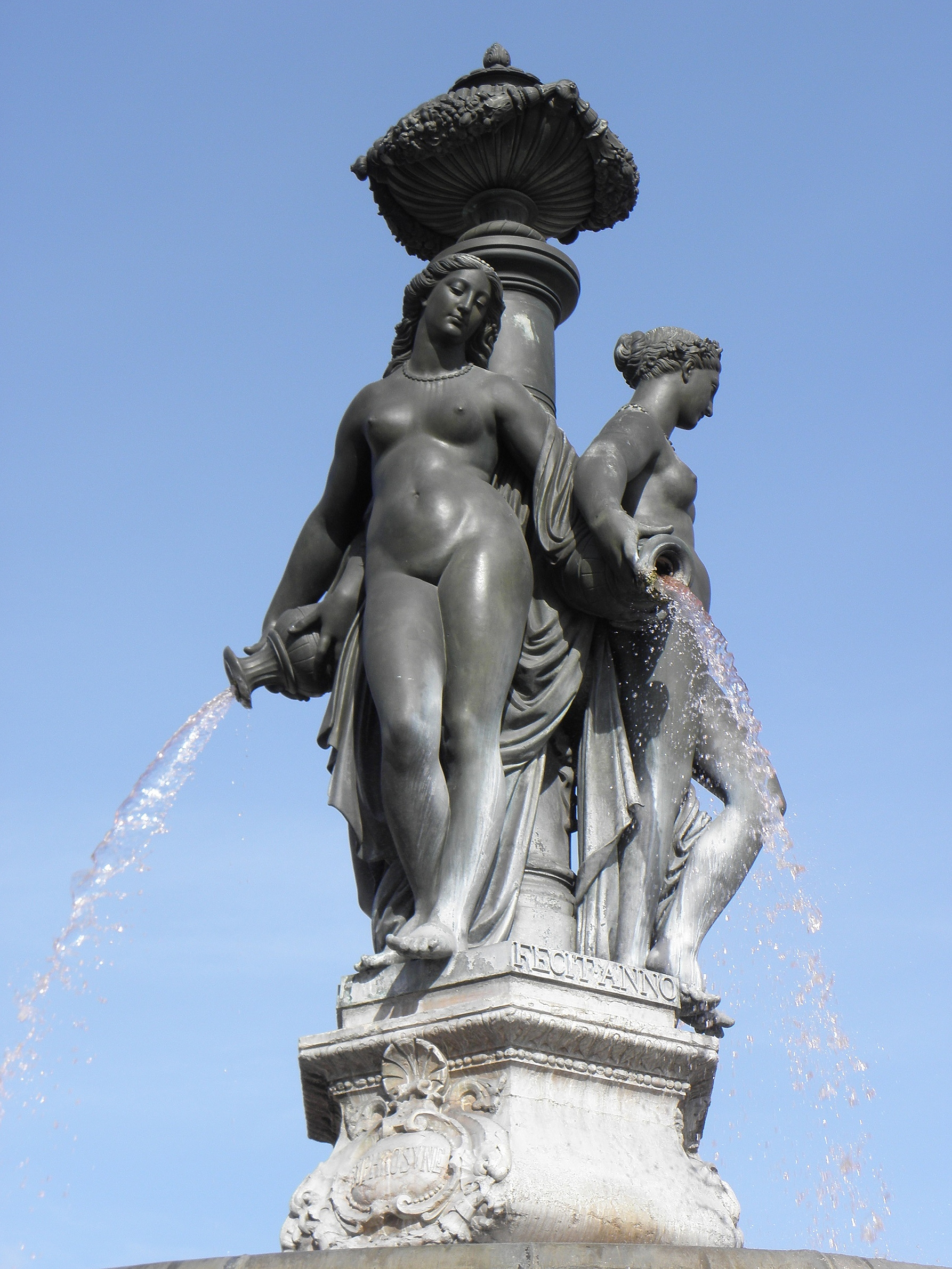
Les Trois Grâces.
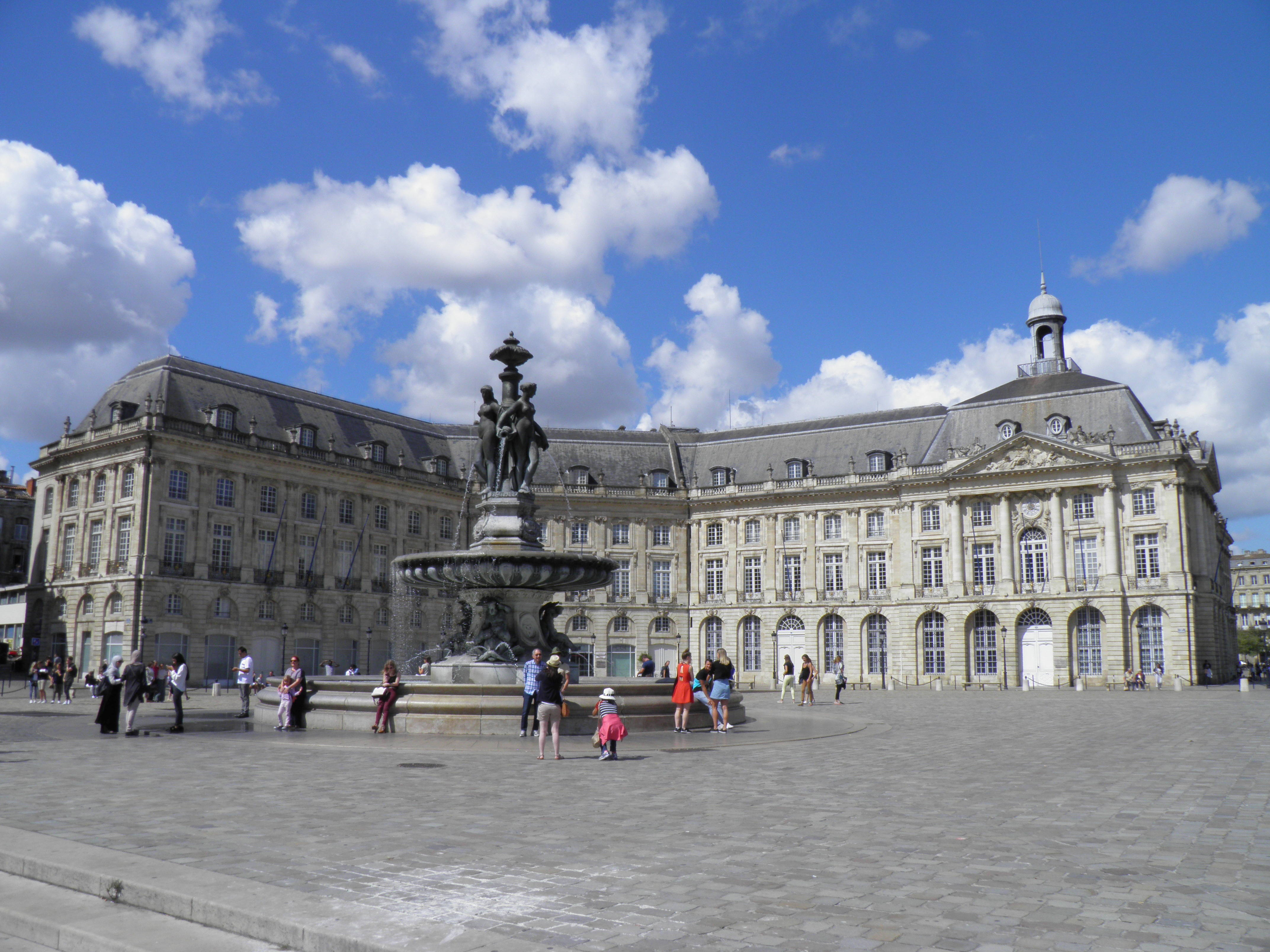
Place de la Bourse.
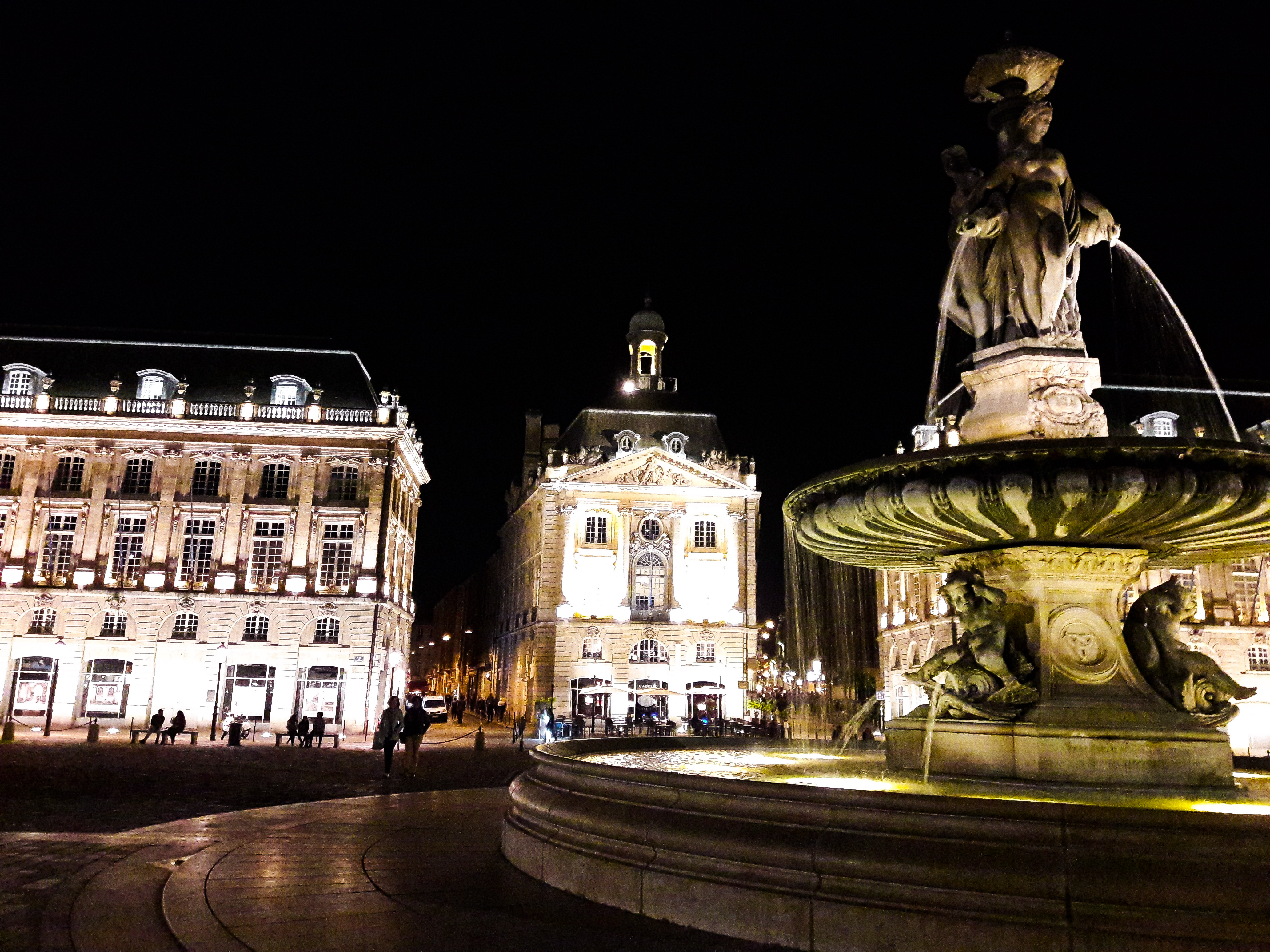
Fontaine des Trois Grâces la nuit.
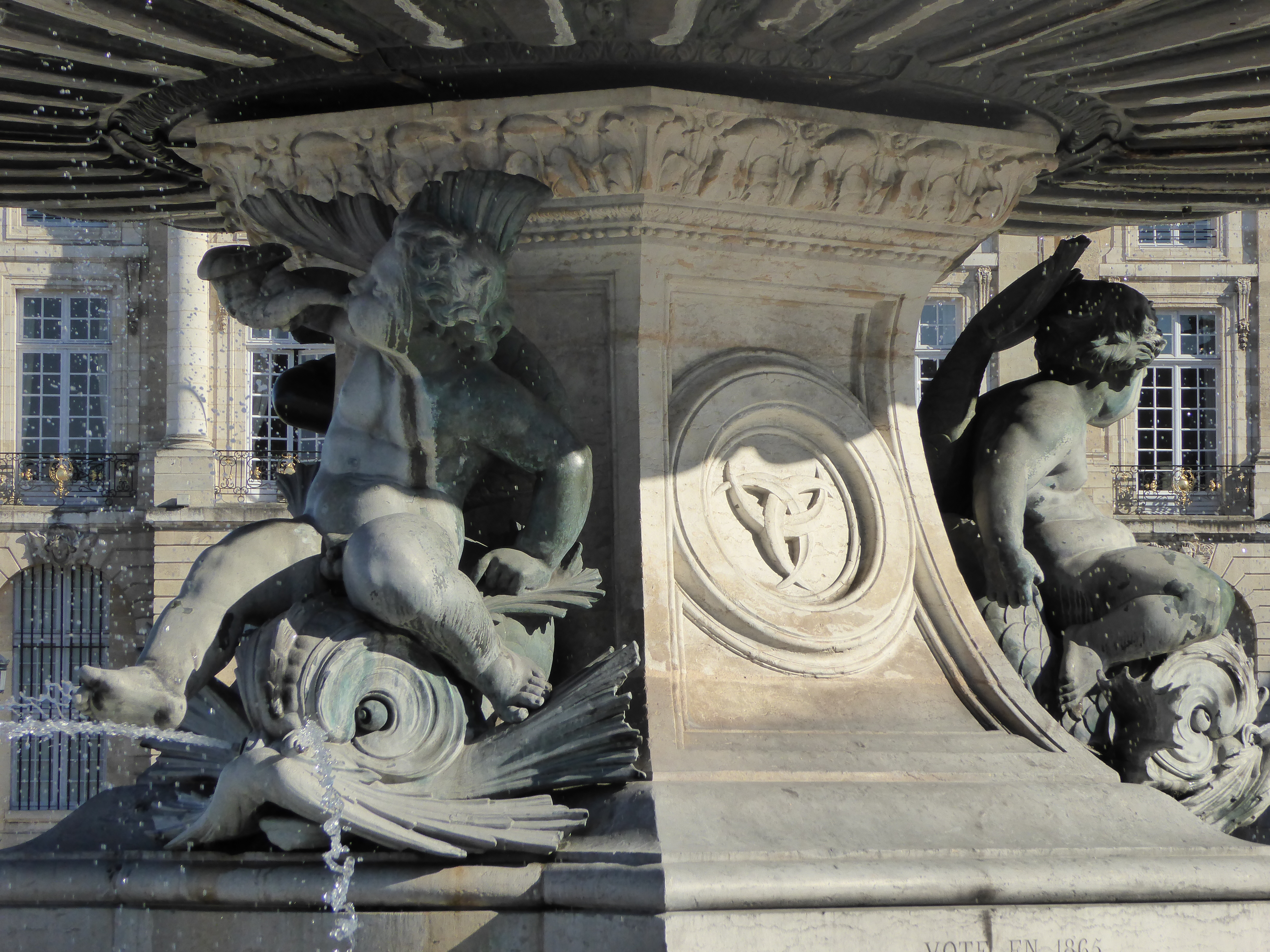
Piédestal avec enfants et dauphins, et le chiffre de Bordeaux.
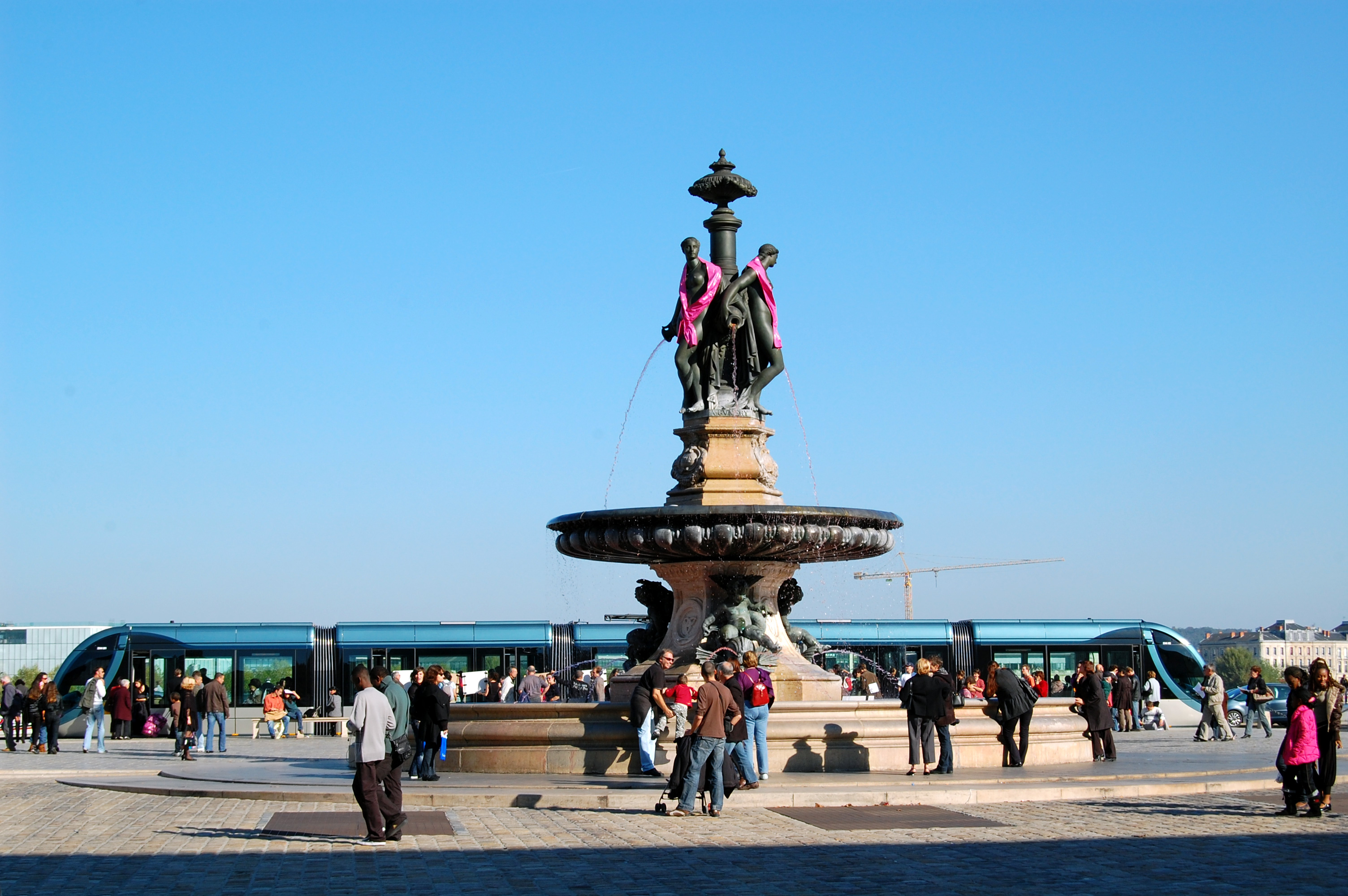
Les Trois Grâces pendant Octobre rose.